# Piratería en Somalia

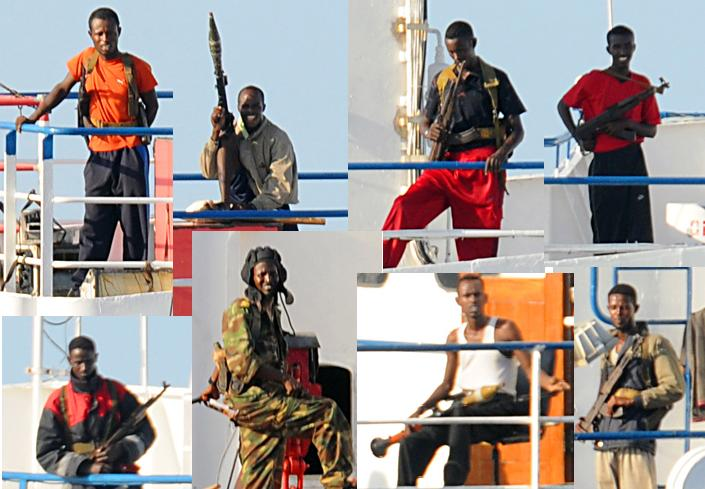
Piratas somalíes a bordo de una nave capturada.

La piratería existente en las costas de Somalia ha sido una amenaza para el transporte marítimo internacional y la pesca en aguas somalíes desde la guerra civil iniciada en aquel país a principios de los años 1990. Desde 2005, varias organizaciones, incluyendo la Organización Marítima Internacional y el Programa Mundial de Alimentos, expresaron su preocupación ante el aumento de este tipo de actos. Uno de los medios utilizados por la comunidad internacional para enfrentar esta situación son patrullas militares navales organizadas actualmente por la Operación Atalanta de la Unión Europea, y antiguamente también por la Operación Escudo del Océano de la OTAN y la Task Force 150 de una coalición liderada por Estados Unidos, que operaron en el golfo de Adén, el golfo de Omán, el mar Arábigo, el mar Rojo y el océano Índico. A partir de 2011 se empezó a permitir y generalizar la contratación por parte de las navieras de empresas de seguridad privada para proteger sus barcos en la zona de riesgo. Desde 2011 se ha constatado un descenso pronunciado del número de ataques a buques. El último secuestro de embarcación por piratas somalíes tuvo lugar en diciembre de 2023, secuestro de un buque mercante europeo (búlgaro), situación que está siendo controlada por la EU NAVFOR Somalia - Operación Atalanta de la UE.

## Historia

### Antecedentes y causas
Los piratas somalíes, en su mayoría se dedicaban a la pesca artesanal. En 1990, tras la caída del dictador somalí Mohamed Siad Barre, Somalia se enfrentó a una  fragmentación política y social, así como a una severa crisis económica y estos pescadores se vieron en la necesidad de buscar nuevas fuentes de ingreso. En un principio, estos pescadores formaron un grupo autodenominado «Guardia Costera Voluntaria de Somalia», denunciando que los verdaderos bandidos del mar son los pescadores clandestinos que saquean nuestros peces, en clara alusión a los barcos pesqueros de países desarrollados, y recuerdan, a su vez, el grave problema de contaminación que sufren, debido al vertido de sustancias contaminantes radiactivas que estos países realizan en su litoral.
Si bien los actos de piratería en la región no eran nuevos, el estado caótico de Somalia en la década de 2000, al no contar con un gobierno central, sumado a la ubicación del país en el denominado Cuerno de África, fueron los factores que facilitaron el surgimiento de la piratería en aquel país. Desde la caída del gobierno a principios de los años 90, flotas extranjeras comenzaron a practicar la pesca ilegal en aguas somalíes, así como vertidos tóxicos y nucleares. Los piratas decidieron proteger la costa antes de que la milicia se viera envuelta. Esta actividad empezó a decaer tras el alzamiento de la Unión de Cortes Islámicas en 2006. Sin embargo, la piratería volvió a crecer luego de que Etiopía invadiera Somalia, en diciembre de ese mismo año.

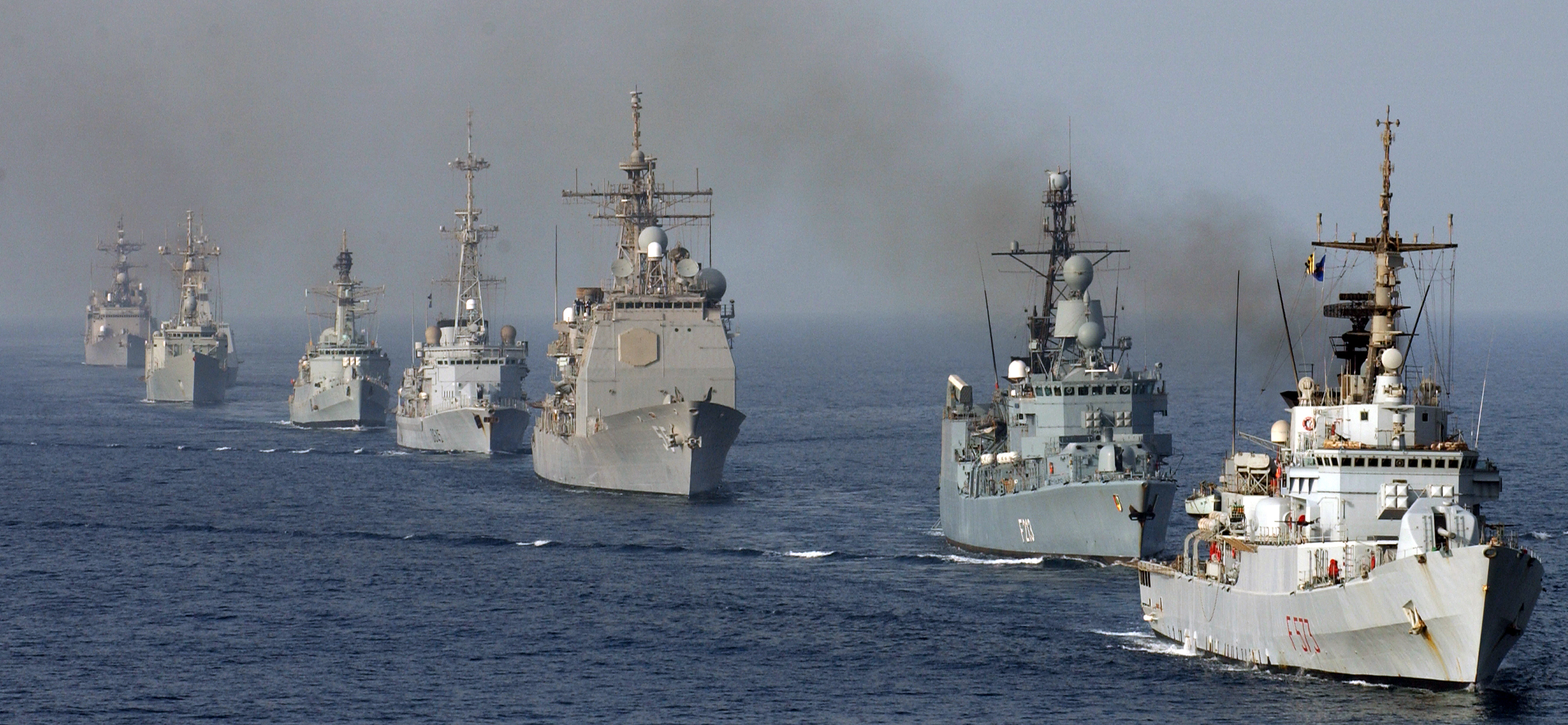
Grupo de barcos asignados a la Task Force 150.

Algunos de los piratas eran pescadores, quienes reclaman por la presencia de barcos extranjeros en aguas somalíes. Debido a las ganancias que obtienen a raíz de los secuestros, los piratas han recibido el apoyo de «señores de la guerra», quienes facilitan este tipo de actividades a cambio de una parte de los beneficios. Los piratas causan daños a las víctimas de sus secuestros como asesinatos y violaciones múltiples; además de ser obligados a consumir drogas constantemente.
Los intentos por acabar con esta práctica se ven limitados por la barrera que significa el mar territorial de Somalia. Las persecuciones a embarcaciones piratas se ven interrumpidas cuando estas ingresan al mar territorial, ya que no existe un permiso por parte del gobierno para poder entrar. Por otro lado, el gobierno de Puntlandia ha logrado cierto progreso en el combate de la piratería, reflejado en sus recientes intervenciones.

### 2005-2011
En junio de 2008, respondiendo a la carta enviada por el Gobierno Transicional de Somalia, el Consejo de Seguridad de Naciones Unidas aceptó de forma unánime el permiso que este gobierno concedía a algunas naciones para entrar en el mar territorial de Somalia con el fin de combatir la piratería. La medida, que fue propuesta por Francia, Estados Unidos y Panamá, tendría una duración de seis meses. Francia propuso extender la medida a otras zonas como África occidental, pero fue rechazada por los representantes de China, Vietnam y Libia, quienes decidieron limitar el rango de acción a un solo país.

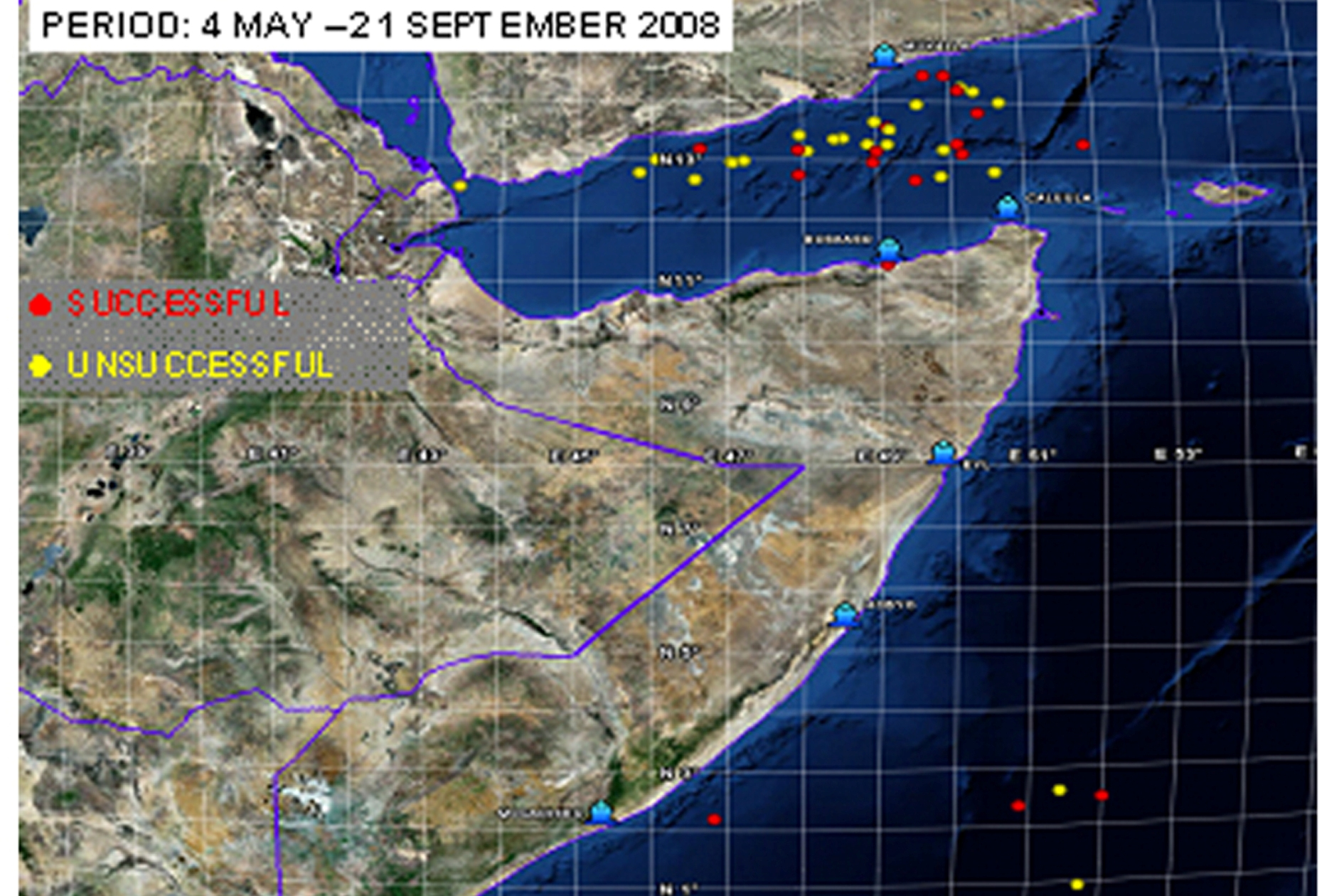
Mapa de ataques en el periodo comprendido entre mayo y septiembre de 2008.

Entre los casos más sonados de ataques se encuentran el realizado al buque petrolero Sirius Star, en noviembre de 2008, y el carguero Mærsk Alabama en abril de 2009, donde el FBI intervino para apoyar las negociaciones de liberación. A raíz de los acontecimientos relacionados con esta embarcación —que resultaron en la liberación por la vía armada del capitán de la nave—, el presidente de Puntlandia instó a las naciones de los barcos secuestrados a llevar a cabo «acciones militares» en vez de pagar rescates; además, pidió ayuda de la comunidad internacional, hacia su administración, para combatir el flagelo. Incluso el congresista estadounidense Donald Payne efectuó una visita a Mogadiscio el 13 de abril para discutir la situación con las autoridades gubernamentales; fue el primer arribo de un alto funcionario de ese país desde 1994. Las primeras reacciones de los piratas ante el revés de la pérdida del rehén del Maersk Alabama y las bajas sumadas a la del yate Tanit, fueron de amenazas de muerte a marinos de Estados Unidos y Francia que transitaran en las aguas bajo su control.
De hecho, los bandidos habían cesado los asaltos en el primer trimestre de 2009 a causa de la presencia de fuerza internacional en el golfo de Adén. Ante esto, optaron por operar en zonas más lejanas a las zonas vigiladas, evitando a la vez el mar picado frente a la costa somalí. Hasta el 11 de abril se estimó que había unos 270 rehenes y 18 embarcaciones retenidas en poder de los piratas, cifra que aumentó, el día 14, a 340 tripulantes y 21 naves de diversas nacionalidades, lo que se considera un monto mayor a cualquier año. En un informe del International Maritime Bureau's Piracy Reporting Centre dado a conocer en mayo, se informó que de los 102 ataques piratas a nivel mundial, un total de 61 fueron realizados por los saqueadores somalíes en los primeros tres meses del 2009.
Por otro lado, de acuerdo al Programa Mundial de Alimentos, la situación en la región ha impedido el envío de ayuda humanitaria a naciones del este de África; especialmente los envíos al puerto de Mombasa, esencial en la distribución de asistencia a Sudán, Uganda, Ruanda, Kenia y la misma Somalia. Asimismo, el costo de asegurar una embarcación se ha incrementado debido a la inestabilidad de la zona; incluso las empresas navieras han considerado evitar la entrada del Golfo de Adén y rodear África por el Cabo de Buena Esperanza, opción que encarecería considerablemente los costos del transporte.

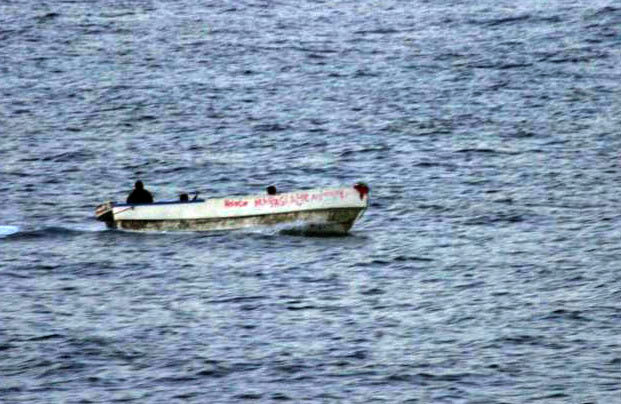
Piratas armados en el océano Índico, cerca de Somalia. Tras tomar la fotografía, los tripulantes abrieron fuego contra un grupo de barcos estadounidenses, quienes respondieron de igual forma. Uno de los piratas murió y 12 fueron puestos bajo custodia.

Dentro de las reacciones oficiales a nivel internacional, la secretaria de Estado de los Estados Unidos, Hillary Clinton, anunció el 15 de abril el incremento de la vigilancia en «las aguas somalíes y el decomiso de las ganancias que puedan hacer los piratas con su actividad, incluyendo la sanción a empresas que les vendan armas o equipo de comunicaciones»; además de buscar soluciones mediante encuentros con las autoridades de Somalia, líderes regionales y empresas navieras. También, bajo iniciativa de la ONU y la Unión Europea, el 23 de abril de 2009 se desarrolló un encuentro internacional en Bruselas para buscar el aumento de la ayuda a Somalia y el fortalecimiento de su estado de derecho. En tal asamblea, los representantes de las naciones asistentes —inclusive de la Unión Africana— se comprometieron a brindar una ayuda de, al menos, USD 213 millones.
Asimismo, algunos gobiernos de las naciones afectadas por los ataques han llevado a sus respectivos tribunales a los piratas capturados. Tales son los casos de España, Estados Unidos, Francia, Países Bajos y Kenia, donde en algún momento se consideró establecer una especie de tribunal especial contra estos crímenes.
A finales del mes de mayo, líderes religiosos locales y ancianos de clanes tribales exhortaron a un grupo de piratas para acogerse a una amnistía ofrecida por el gobierno de Puntlandia que incluiría rehabilitación e integración a la sociedad, propuesta que tendría como motivo la preocupación por el nivel de corrupción alcanzado en las comunidades del área. La reunión dio como resultado la renuncia a las actividades ilegales por parte de Abshir Abdullahi Abdulle y su facción conocida como la «banda de Boyah» compuesta por unos doscientos hombres.
En un recuento de los primeros seis meses de 2009, los ataques piratas llegaron a un monto de 86 en el golfo de Adén, comparados a 44 del año 2008 en el mismo periodo. En total, de 406 reportes de ataques piratas alrededor del mundo en 2009, un total de 217 fueron atribuidos a somalíes. Para 2010, un total de 49 naves fueron asaltadas cerca de la costa de Somalia, y se reportaron un total de 1016 personas secuestradas.

## El pirata somalí
Los involucrados en estas actividades ilegales son jóvenes de zonas pobres que tienen en la piratería una aspiración. Las cuantiosas sumas de rescate pedidas rondan entre los 250 000 y el millón de euros. De acuerdo al testimonio de uno de los saqueadores, fue el acaparamiento de la pesca por parte de barcos extranjeros lo que incitó a involucrarse en el crimen. En cuanto a lo robado, se asevera que es distribuido «con justicia». Además de pescadores, las bandas las integran excombatientes y técnicos expertos en aparatos de última tecnología. Hasta abril de 2009 se calculaban unos 1500 individuos implicados en el pillaje, a diferencia de la centena estimada siete años atrás. Generalmente los ataques son realizados por un pequeño grupo (de siete a diez individuos), y en rápidos botes con motores fuera de borda, que usualmente parten desde una nave nodriza; aunque, una vez realizado el abordaje, permanecen unos cincuenta piratas en la nave, y una suma similar espera en la costa por cualquier eventualidad.
Entre el armamento utilizado en los asaltos se encuentran fusiles AK-47, ametralladoras PKM y lanzacohetes RPG-7. En sus operativos se emplean teléfonos satelitales y GPS. El asalto al barco es efectuado sujetándolo con ganchos (algunos impulsados a manera de proyectil), para después trepar con cuerdas y escaleras. También, a manera de disuasión, los piratas optan por atacar previamente al objetivo para forzarlo a parar y así abordar con facilidad.

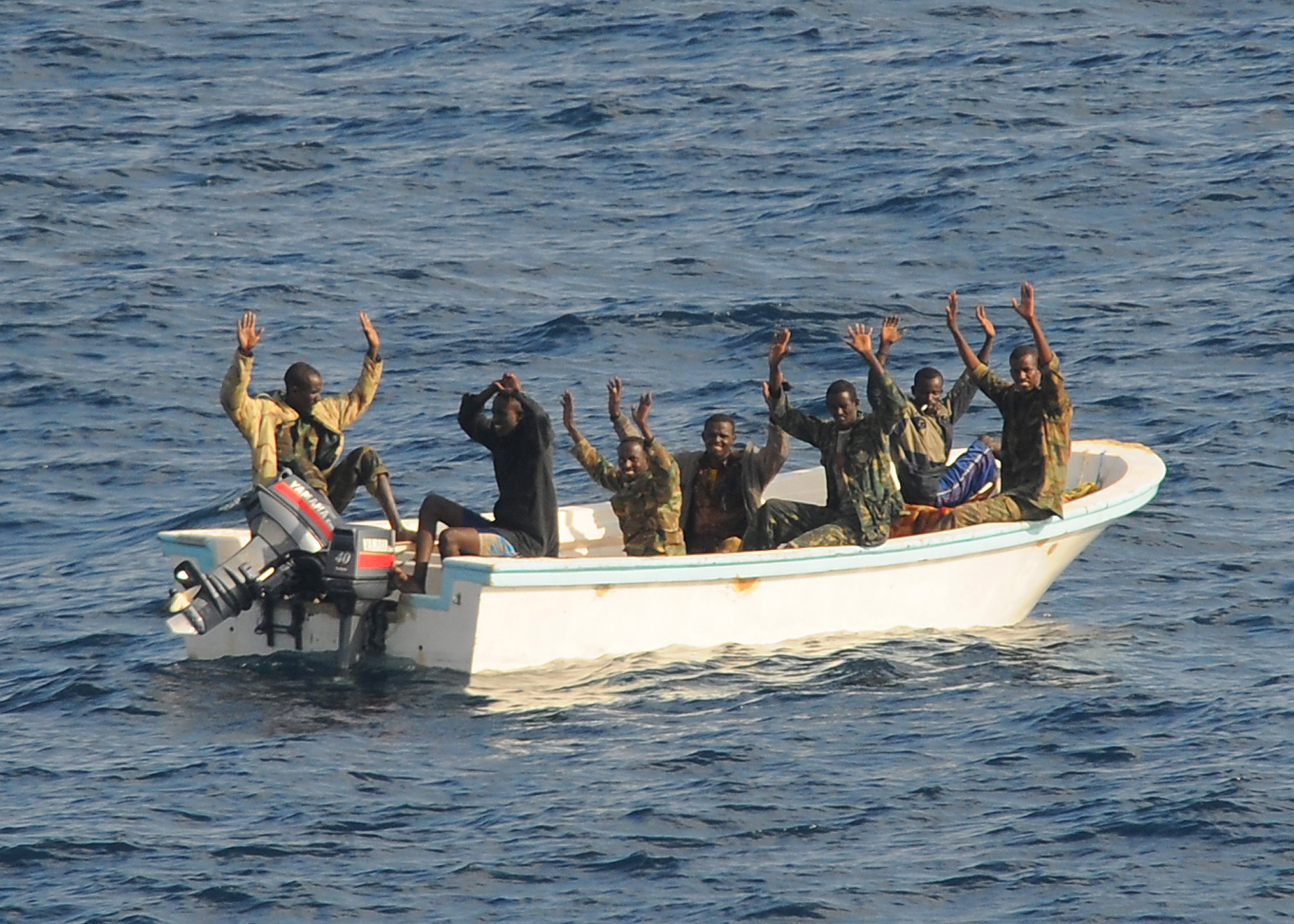
Piratas capturados por una unidad de la Task Force 151.

El poblado de Eyl se ha desarrollado gracias al beneficio que indirectamente recibe de los despojos, pues se ha convertido en centro de las actividades piratas. Los habitantes no son extraños a las últimas innovaciones tecnológicas ya sea en celulares, laptops o automóviles. Incluso restaurantes han sido acomodados para los secuestrados. Entre los involucrados en las actividades hay quienes se especializan en las negociaciones y otros ejercen de contadores. Un traductor puede ganar unos € 5000 por subirse a un barco y conversar con los rehenes. El flujo de dinero por los cuantiosos rescates ha resultado en una vida ostentosa para los piratas, pues les permite construir nuevas casas y tener dos y hasta tres esposas. Por el contrario, todo esto ha resultado en el encarecimiento de la economía local por el alto monto de dólares que varía las tasas de cambio de moneda; aparte de que el poder de compra motiva al consumo de drogas —entre ellas el khat— y el alcohol. Con todo, se especula que los más favorecidos en el lucro son los jefes de milicias, que dominan parte del país, y los financistas de estos operativos, que residirían afuera de Somalia. Por otro lado, a través de una información emanada de Cadena SER de España en mayo de 2009, se conjeturó que los bandidos recibirían apoyo de inteligencia desde Londres en cuanto a la elección previa de sus presas.
Testimonios recabados de los mismos piratas denotan cierta organización entre los involucrados. Tales revelaciones indican la existencia de un supuesto consejo de jefes oculto entre las montañas de Eyl que dirimiría las diferencias surgidas entre los grupos. Asimismo, un sistema de normas regularían las operaciones sobre la base de ciertos aspectos como el respeto a los rehenes tomados de los barcos, la prohibición del hurto dentro de la nave, penas de ejecuciones sumarias a quien atente contra un compañero, premios a quien aborde primero la nave (que podría ser un automóvil, una casa o esposa). Este nivel de ordenamiento les diferenciaría de las extremistas milicias locales.

## Impacto económico
De acuerdo a estimaciones del International Maritime Bureau, el provecho obtenido por los piratas, en 2008, llegaría a unos USD 30 millones producto de los rescates exigidos. Otras estimaciones indican unos USD 80 millones. Los delincuentes obtendrían un 30% del botín, alrededor de USD 1 a USD 2 millones por barco. Lo restante se repartiría con un 20% para los cabecillas, 30% para sobornar funcionarios locales y 20% para compra de municiones y avituallamiento. Según informes dados a conocer en diciembre de 2009, los piratas habrían creado una bolsa de valores en la localidad de Haradheere para todo aquel que desee obtener ganancias de los asaltos, ya sea de manera directa —participando en un abordaje— u obteniendo dividendos aportando armas o dinero.
En el mes de agosto, por el barco de bandera alemana Hansa Stavanger (retenido por siete meses), los atracadores recibieron alrededor de USD 2,7 millones en pago del rescate.

## Cronología de ataques relevantes desde 2005 hasta 2009

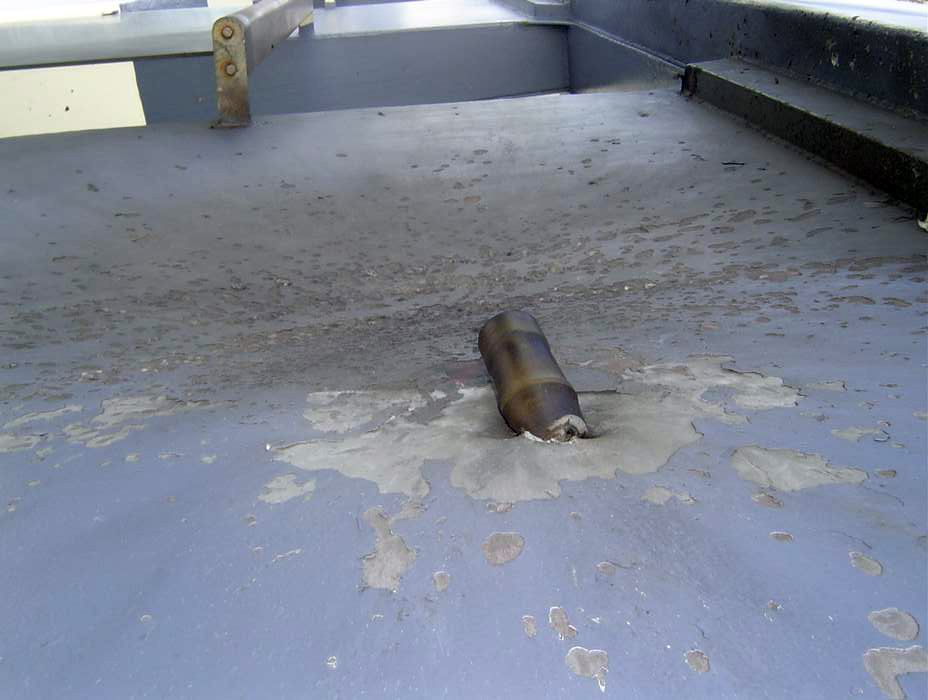
Restos de un cohete que impactó contra el barco Seabourn Spirit.

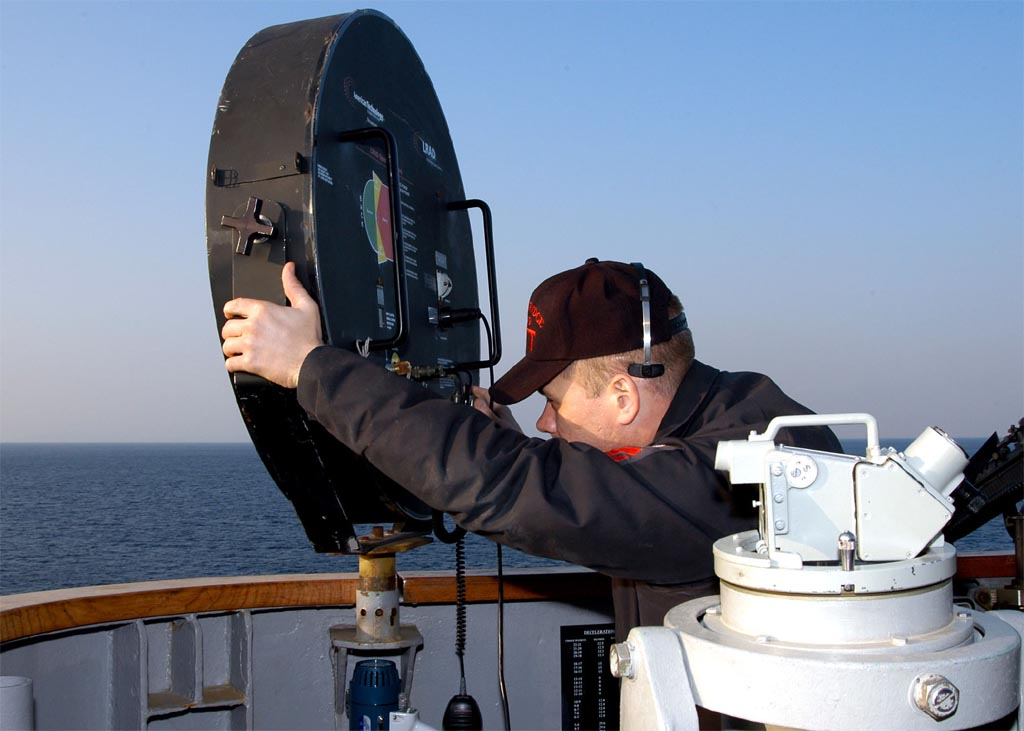
El LRAD en utilización por la marina estadounidense.

| Fecha                   | Incidente |
| ----------------------- | --- |
| 5 de noviembre de 2005  | El crucero Seabourn Spirit, cuya tripulación era de 310 miembros, fue atacado por un grupo de piratas en las costas de Somalia. Los atacantes, que iban en dos lanchas, dispararon ametralladoras y cohetes al barco; sin embargo, la tripulación los ahuyentó utilizando mangueras y un Dispositivo Acústico de Largo Alcance.                     |
| 16 de enero de 2006     | Un grupo de piratas secuestró y registró el barco indio Safina al-Birsarat. El 22 de enero, el destructor USS Winston S. Churchill interceptó la embarcación, dejando a los piratas bajo custodia. Los tripulantes fueron llevados a Kenia, donde fueron identificados por los marinos indios y posteriormente sentenciados a siete años de cárcel. |
| 18 de marzo de 2006     | Los barcos de guerra estadounidenses USS Cape St. George y USS González respondieron al ataque de un grupo de piratas en el Océano Índico, matando a uno y dejando cinco heridos. |
| 5 de abril de 2008      | El yate francés Le Ponant fue capturado con 30 personas a bordo. |
| 20 de abril de 2008     | El buque de pesca español Playa de Bakio fue capturado con 26 personas a bordo. Tras ser liberado, sufrió un intento de secuestro mientras regresaba a España. |
| 15 de noviembre de 2008 | El buque petrolero Sirius Star, mayor tanquero jamás secuestrado. Capturado en el Océano Índico, tenía una capacidad de carga de dos millones de barriles de crudo. |
| 4 de abril de 2009      | El yate Tanit, de tripulación francesa, tuvo un saldo trágico al momento de la liberación de los cautivos el 10 de abril: cuatro rehenes vivos y uno fallecido. Entre los piratas resultaron dos muertos y tres capturados. |
| 8 de abril de 2009      | El buque de carga Mærsk Alabama fue capturado con 21 ciudadanos estadounidenses a bordo. Fue la primera vez, en dos siglos, que una nave bajo la bandera de los Estados Unidos sufrió un ataque de piratas. |
| 3 de octubre de 2009    | El buque de pesca español Alakrana fue capturado con 36 trabajadores a bordo, tras haber conseguido evitar un intento de abordaje apenas un mes antes, el 3 de septiembre. Véase: Secuestro del barco Alakrana |

## Colapso de la piratería
En diciembre de 2013, la Oficina de Inteligencia Naval de Estados Unidos informó que sólo nueve buques habían sido atacados durante el año por los piratas, sin que se hubiera logrado ningún secuestro. El consultor militar Control Risks atribuyó esta disminución del 90% en la actividad pirata con respecto al período correspondiente en 2012 a la adopción de mejores prácticas de gestión por parte de los propietarios y tripulaciones de los buques, la seguridad privada armada a bordo de los buques, una importante presencia naval y el desarrollo de fuerzas de seguridad en tierra.
En 2015, un informe de inteligencia de la Armada española afirmó que la Operación Atalanta de la Unión Europea había sido un «éxito» y que los «informes periódicos que elaboran las unidades de inteligencia y que son enviados al Estado Mayor de la Armada reflejan la “práctica erradicación de la actividad sospechosa” en estas aguas.». Tras un ligero repunte de la piratería en 2017, la Unión Europea ha ampliado periódicamente la Operación Atalanta, y la posición oficial ha sido que «la piratería en Somalia está contenida, pero no erradicada».
Desde el 1 de enero de 2023, la «Zona de Alto Riesgo del Océano Índico» ha sido eliminada después de constatar que no se han reportado ataques por parte de piratas somalíes durante varios años. Sin embargo, se mantienen las medidas implantadas por Naciones Unidas y otros países y organizaciones internacionales para asegurar la concienciación al respecto y las buenas prácticas.